# Itchiku Kubota
Pour les articles homonymes, voir Kubota (homonymie).

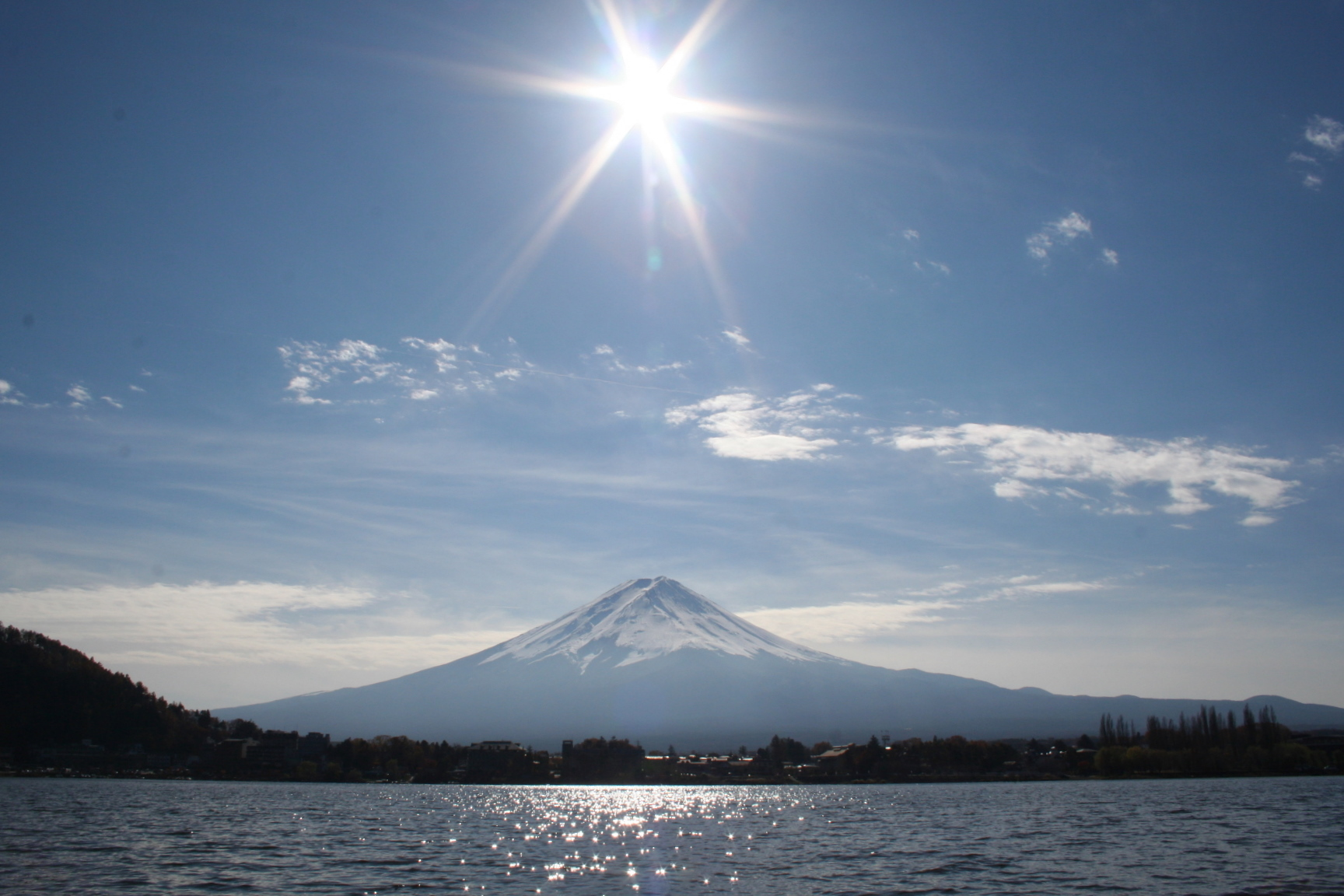
Le mont Fuji vu du lac Kawaguchi.

Itchiku Kubota (Tokyo, 7 octobre 1917 - 26 avril 2003) était un artiste de la soie majeur du XXe siècle, célèbre pour avoir recréé une technique de teinture pour la décoration sur tissus des XVe et XVIe siècles qui s'était perdue : la technique dite du tsujigahana (littéralement : « fleurs entrecroisées »). 
Après plusieurs années de recherches sur de petits fragments de tissus parvenus jusqu'à lui, il réussit à produire le tsujigahana moderne en faisant appel aux teintures et aux matériaux du XXe siècle.

## Biographie
À 14 ans, il devint apprenti de Kobayashi Kiyoshi, un créateur de kimonos de Tokyo spécialisé dans des techniques de décorations de tissu, le yusen peint à la main. Il étudia également en parallèle la peinture de paysage et le portrait à la japonaise.
En 1937, à l'âge de 20 ans, il vit pour la première fois un fragment de textile dans le style tsujigahana au Musée national de Tokyo ; il décida de consacrer sa vie à essayer de le recréer.
À l'âge de 45 ans, Itchiku Kubota, constatant qu'il n'arriverait pas à reproduire fidèlement la technique de fleurs entrecroisées traditionnelle, décida de développer sa propre forme de méthode appelée « Itchiku ysujigahana ».
Il présenta, à l'âge de 60 ans, pour la première fois au grand public un de ses kimonos décoré lors d'une exposition dans la capitale japonaise.
Le grand projet de l'artiste était un concept de panoramas de saisons, intégrés dans une série de 80 kimonos. Ce projet, qui dépeindrait la grandeur de l'univers, s'appellerait « Symphonie de lumière ».
Au jour de son décès, il avait achevé la moitié des œuvres projetées dans cette série.

## Technique
Auparavant le tsujigahana était une teinture multicolore d'un dessin sur laquelle on ajoutait des lignes tracées en noir ou vermillon, une impression de feuille d'or ou d'argent, de la broderie, et de la peinture simple.
L'étoffe de base était de la soie tissée sur laquelle il était extrêmement difficile d'exprimer une composition picturale multicolore, car si l'on voulait appliquer différentes couleurs sur fond blanc, il fallait nouer la partie à teindre tandis que la partie ouverte était solidement enveloppée dans de l'écorce de bambou. Et pour avoir une belle couleur profonde, il fallait répéter le processus à plusieurs reprises et pour chacune des teintes voulues.
La technique des fleurs entrecroisées tsusigahana traditionnelle apparut vers le milieu de la période Muromachi (1336-1573) ; c'est à cette période que les nuances et la broderie apparurent dans la confection et la décoration des vêtements japonais.
Elle fut notamment très recherchée pour les robes des généraux et de leurs épouses durant l'époque Momoyama (1574-1614), mais déclina dans la première partie de l'époque Edo (1615-1867).
Puis la technique disparut complètement, à tel point qu'il ne resta aucun écrit au sujet des techniques de création concernant cette méthode de teinture antérieure. Ne disposant d'aucune indication précise, Itchiku Kubota entreprit des expérimentations pour retrouver cette méthode originelle pendant des décennies.
À partir de 1962, dans son atelier situé à Fujigawaguchiko, Itchiku Kubota remplaça les étoffes de soie traditionnelles nerinuki par un tissu de crêpe de soie contemporain chirimen et les couleurs naturelles par des colorants synthétiques. 
Il utilisa une teinture à la brosse au lieu d'une teinture par trempage ; cette méthode inventive, consistant à teindre les dessins du fond sans mélanger les couleurs, accentua la clarté et la profondeur de ses œuvres. C'est l'alliance des dessins délicats et des couleurs éclatantes qui donne un résultat séduisant et moderne à ses créations.

## Musée
Le musée rassemblant la majeure partie de la collection des œuvres de l'artiste, le Itchiku Kubota Art Museum, est situé au Japon dans la localité de Kawaguchi, dans le district de la ville de Fujikawaguchiko.
Le musée a subi des pertes financières en 2010 qui l’ont amené en 2011,, année de baisse particulière de fréquentation (notamment due à la catastrophe de Fukushima), à être soutenu par Patokh Chodiev,, lequel a, par l’intermédiaire de sa fondation, l'International Chodiev Foundation, ainsi permis d’éviter la fermeture du musée et la dispersion de la collection,.